# Spayd Island
Spayd Island ist eine vereiste und 3 km lange Insel mit zahlreichen Felsvorsprüngen vor der Ingrid-Christensen-Küste des ostantarktischen Prinzessin-Elisabeth-Lands. Sie liegt vor der Südostseite von Gillock Island am östlichen Rand des Amery-Schelfeises.
Der US-amerikanische Geograph John Hobbie Roscoe (1919–2007) kartierte sie anhand von Luftaufnahmen der United States Navy, die im Rahmen der Operation Highjump (1946–1947) entstanden. Roscoe benannte die Insel nach Alfred William Spayd (1920–2004), Besatzungsmitglied bei den Aufklärungsflügen während dieser Operation zwischen dem 14. und 164. östlichen Längengrad.